# Olizy-sur-Chiers
Olizy-sur-Chiers je francouzská obec v departementu Meuse v regionu Grand Est. V roce 2011 zde žilo 196 obyvatel.

## Sousední obce
La Ferté-sur-Chiers (Ardensko), Inor, Lamouilly, Malandry (Ardensko), Martincourt-sur-Meuse, Nepvant, Stenay

## Vývoj počtu obyvatel
Počet obyvatel 